# Región de La Araucanía
Die Región de La Araucanía, (kurz La Araucanía; bis 2018 IX. Región de la Araucanía; eingedeutscht Araukanien) ist eine Verwaltungsregion im Süden Chiles. Sie liegt im Kleinen Süden, auch chilenische Schweiz genannt, etwa 600 Kilometer südlich von Santiago de Chile, zwischen der Región del Biobío und der Región de Los Ríos. Die Hauptstadt der Region ist Temuco. Laut der Volkszählung aus dem Jahr 2017 leben in der Region etwa 975.000 Menschen.

## Geographie
Die Region grenzt im Westen an den Pazifik und im Osten an Argentinien, genauer gesagt an die Provinz Neuquén. Im Norden grenzt sie an die Región del Biobío, im Süden an die Región de Los Ríos. Der Río Imperial ist der wichtigste Fluss der Region.
Die Region ist nach den Araukarien-Bäumen benannt, welche ein herausragendes Merkmal der Landschaft des chilenischen Südens sind. Die Chilenische Araukarie ist in diesem Teil Chiles sowie im angrenzenden Argentinien beheimatet.
Die schachbrettartig angelegte Hauptstadt Temuco hat 282.000 Einwohner (Stand: 2017) und ist Standort der Katholischen Universität von Temuco, neben Valdivia die bedeutendste Hochschule in Südchile. In der Stadt sowie in deren Umland leben viele Mapuche (deren Vorfahren Araukaner genannt wurden). Außerdem gilt die Region auch eines der Zentren der deutschstämmigen Chilenen.
Im Gebirge nahe Temuco liegen große Vulkane, wie der Vulkan Villarrica mit 2840 m Höhe und der Volcán Llaima mit 3125 m Höhe. Die letzte Aktivität des Volcán Llaima war zwischen Januar 2008 und Juni 2009. Beide Vulkane sind unter den aktivsten Vulkanen Südamerikas.
32 km westlich der Pazifikküste liegt die Insel Mocha mit dem nationalen Reservat Isla Mocha.
Das Klima ist mit dem des westlichen Mitteleuropas (etwa Deutschlands) vergleichbar. Besonders im Winter regnet es viel; Schneefälle sind aber außer im Hochgebirge relativ selten.

## Geschichte
Araukanien war vor der Ankunft der Spanier in Südamerika das Hauptsiedlungsgebiet der Mapuche, die sich lange den Kolonialisten widersetzten. 1552 erreichte Pedro de Valdivia die Gegend um Temuco, doch die Gründung von Siedlungen im Gebiet der Mapuche erwies sich als fatal. Durch die kriegerischen Auseinandersetzungen kamen viele Siedler und Soldaten um; Pedro de Valdivia starb 1553 in der Schlacht von Tucapel. Als 1597 Pelantaro zum neuen Toki der Mapuche gewählt wurde, wurden sämtliche Siedlungen südlich des Flusses Biobío zerstört. Ab 1602 zogen sich die Spanier aus dem Gebiet zurück.
Nachdem Chile 1810 seine Unabhängigkeit erlangt hatte, unterhielt man zunächst friedliche Beziehungen zu den Mapuche. Ab den 1860er Jahren wurde jedoch das Gebiet der Mapuche nach und nach gewaltsam von der chilenischen Regierung erobert und die Mapuche in Reservate zurückgedrängt. Daraufhin wurde auch annähernd am 24. Februar 1881 die Festung Temuco gegründet, um gerade erobertes Mapuchegebiet besser kontrollieren zu können. Daneben wurde die Region zu dieser Zeit auch von dem kurzlebigen Königreich von Araukanien und Patagonien beansprucht. Erst ab 1883 begann eine chilenische Besiedlung der Region, sowie eine verstärkte Einwanderung aus Deutschland. In der Folge entwickelte sich die Region zu einem land- und forstwirtschaftlichen Zentrum des Landes.
Am 22. Mai 1960 wurde die Hafenstadt Puerto Saavedra komplett von einem sehr starken Erdbeben zerstört.

## Verwaltungsgliederung und Städte
Die Region gliedert sich in zwei Provinzen, die Provinz Malleco und die Provinz Cautín. Die wichtigsten Städte sind neben Temuco, der Hauptstadt der Region mit etwa 400.000 Einwohnern in seinem Großraum, Angol und Villarrica mit je etwa 50.000 Einwohnern.
Insgesamt gliedert sich die Region in folgende 32 Kommunen:
| \| Provinz \| Verwaltungszentrum \| Kommune \| Einwohner (2017)[1] \| \| ------- \| ------------------ \| ------------------ \| ------------------- \| \| Cautín \| Temuco \| 1 Carahue \| 24.533 \| \| Cautín \| Temuco \| 2 Cholchol \| 11.611 \| \| Cautín \| Temuco \| 3 Cunco \| 17.526 \| \| Cautín \| Temuco \| 4 Curarrehue \| 7.489 \| \| Cautín \| Temuco \| 5 Freire \| 24.606 \| \| Cautín \| Temuco \| 6 Galvarino \| 11.996 \| \| Cautín \| Temuco \| 7 Gorbea \| 14.414 \| \| Cautín \| Temuco \| 8 Lautaro \| 38.013 \| \| Cautín \| Temuco \| 9 Loncoche \| 23.612 \| \| Cautín \| Temuco \| 10 Melipeuco \| 6.138 \| \| Cautín \| Temuco \| 11 Nueva Imperial \| 32.510 \| \| Cautín \| Temuco \| 12 Padre Las Casas \| 76.126 \| \| Cautín \| Temuco \| 13 Perquenco \| 6.905 \| \| Cautín \| Temuco \| 14 Pitrufquén \| 24.837 \| \| Cautín \| Temuco \| 15 Pucón \| 28.523 \| \| Cautín \| Temuco \| 16 Puerto Saavedra \| 12.450 \| \| Cautín \| Temuco \| 17 Temuco \| 282.415 \| \| Cautín \| Temuco \| 18 Teodoro Schmidt \| 15.045 \| \| Cautín \| Temuco \| 19 Toltén \| 9.722 \| \| Cautín \| Temuco \| 20 Vilcún \| 28.151 \| \| Cautín \| Temuco \| 21 Villarica \| 55.478 \| \| Malleco \| Angol \| 22 Angol \| 53.262 \| \| Malleco \| Angol \| 23 Collipulli \| 24.598 \| \| Malleco \| Angol \| 24 Curacautín \| 17.413 \| \| Malleco \| Angol \| 25 Ercilla \| 7.733 \| \| Malleco \| Angol \| 26 Lonquimay \| 10.251 \| \| Malleco \| Angol \| 27 Los Sauces \| 7.265 \| \| Malleco \| Angol \| 28 Lumaco \| 9.548 \| \| Malleco \| Angol \| 29 Purén \| 11.779 \| \| Malleco \| Angol \| 30 Renaico \| 10.250 \| \| Malleco \| Angol \| 31 Traiguén \| 18.843 \| \| Malleco \| Angol \| 32 Victoria \| 34.182 \| |                    |                    |                  |
| Provinz | Verwaltungszentrum | Kommune            | Einwohner (2017) |
| Cautín | Temuco             | 1 Carahue          | 24.533           |
| Cautín | Temuco             | 2 Cholchol         | 11.611           |
| Cautín | Temuco             | 3 Cunco            | 17.526           |
| Cautín | Temuco             | 4 Curarrehue       | 7.489            |
| Cautín | Temuco             | 5 Freire           | 24.606           |
| Cautín | Temuco             | 6 Galvarino        | 11.996           |
| Cautín | Temuco             | 7 Gorbea           | 14.414           |
| Cautín | Temuco             | 8 Lautaro          | 38.013           |
| Cautín | Temuco             | 9 Loncoche         | 23.612           |
| Cautín | Temuco             | 10 Melipeuco       | 6.138            |
| Cautín | Temuco             | 11 Nueva Imperial  | 32.510           |
| Cautín | Temuco             | 12 Padre Las Casas | 76.126           |
| Cautín | Temuco             | 13 Perquenco       | 6.905            |
| Cautín | Temuco             | 14 Pitrufquén      | 24.837           |
| Cautín | Temuco             | 15 Pucón           | 28.523           |
| Cautín | Temuco             | 16 Puerto Saavedra | 12.450           |
| Cautín | Temuco             | 17 Temuco          | 282.415          |
| Cautín | Temuco             | 18 Teodoro Schmidt | 15.045           |
| Cautín | Temuco             | 19 Toltén          | 9.722            |
| Cautín | Temuco             | 20 Vilcún          | 28.151           |
| Cautín | Temuco             | 21 Villarica       | 55.478           |
| Malleco | Angol              | 22 Angol           | 53.262           |
| Malleco | Angol              | 23 Collipulli      | 24.598           |
| Malleco | Angol              | 24 Curacautín      | 17.413           |
| Malleco | Angol              | 25 Ercilla         | 7.733            |
| Malleco | Angol              | 26 Lonquimay       | 10.251           |
| Malleco | Angol              | 27 Los Sauces      | 7.265            |
| Malleco | Angol              | 28 Lumaco          | 9.548            |
| Malleco | Angol              | 29 Purén           | 11.779           |
| Malleco | Angol              | 30 Renaico         | 10.250           |
| Malleco | Angol              | 31 Traiguén        | 18.843           |
| Malleco | Angol              | 32 Victoria        | 34.182           |

## Wirtschaft und Tourismus
Die Region lebt hauptsächlich von der Landwirtschaft und dem Tourismus. Hier spielen der Anbau von Obst, Mais und Raps eine wichtige Rolle. Daneben spielt auch der Tourismus eine wichtige Rolle in der Wirtschaft der Region. Dabei ist vor allem die Gegend um den Lago Villarrica und die Städte Villarrica und Pucón bei Touristen beliebt. Daneben ziehen auch die Nationalparks der Region verstärkt Touristen an. Diese sind der Nationalpark Nahuelbuta im Norden der Region bei Angol, die Nationalparks Tolhuaca und Conguillio im Osten sowie die Nationalparks Huerquehue und Villarrica in der Gegend des Lago Villarrica im Südosten der Region. Darüber hinaus gibt es noch eine Vielzahl an Nationalreservaten über die ganze Region verteilt. Insofern ist die Region auch aufgrund ihrer Natur ein wichtiger Touristenort.

## Fotogalerie

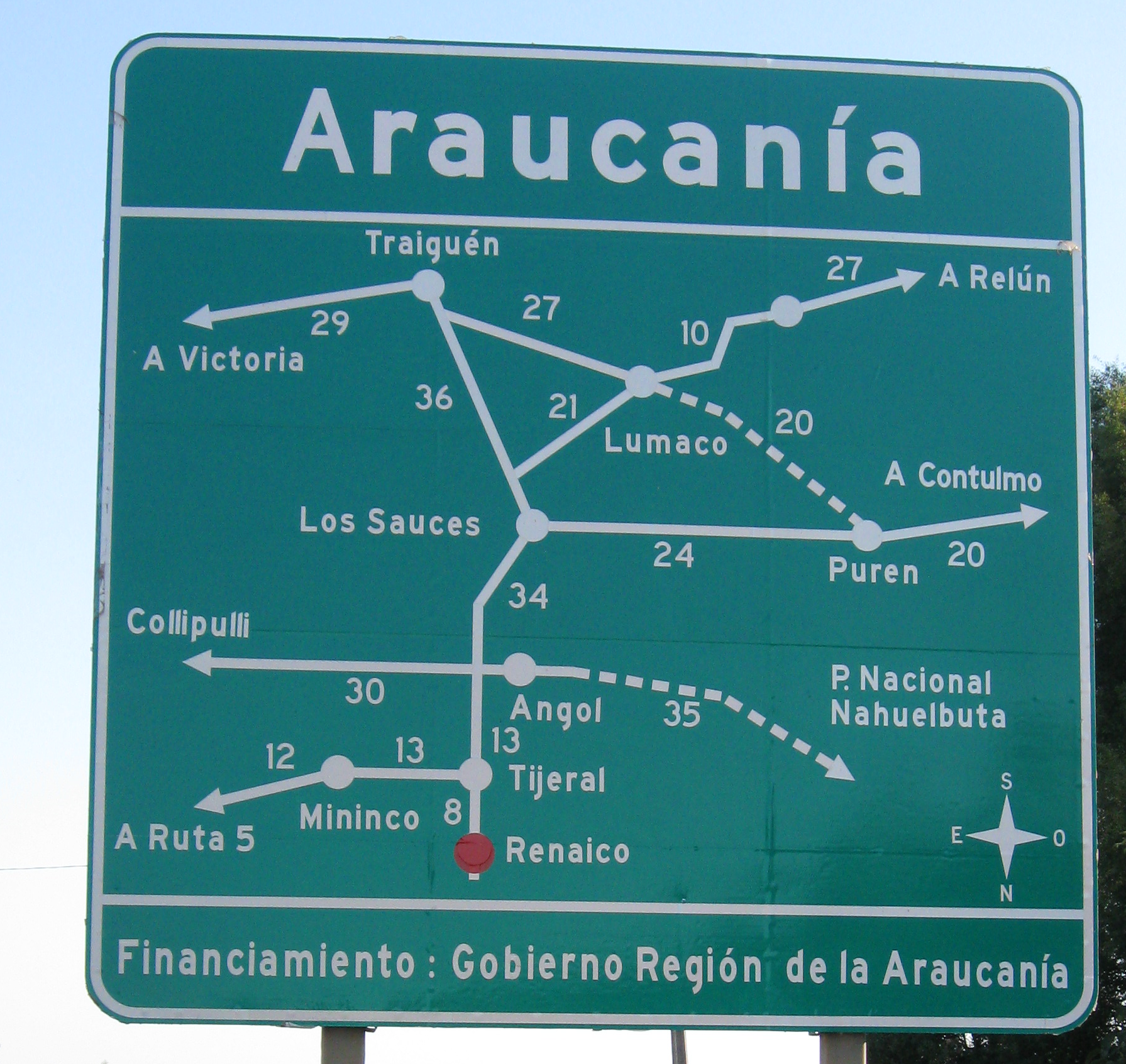
Wegweiser an der Nordgrenze bei Renaico
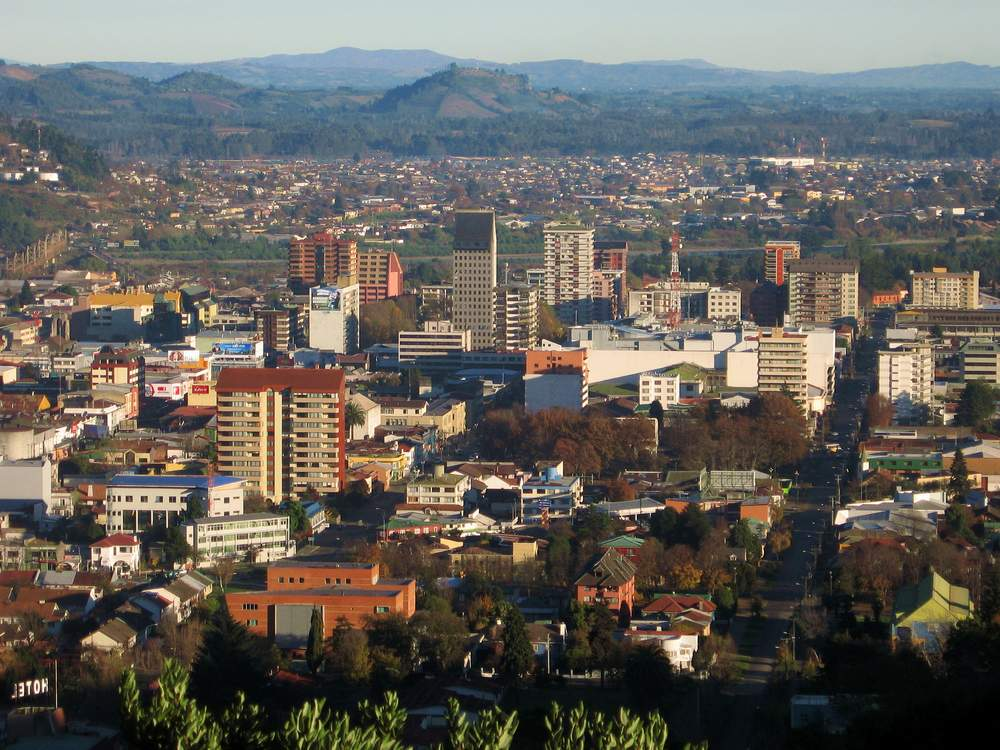
Temuco, die Hauptstadt der Region
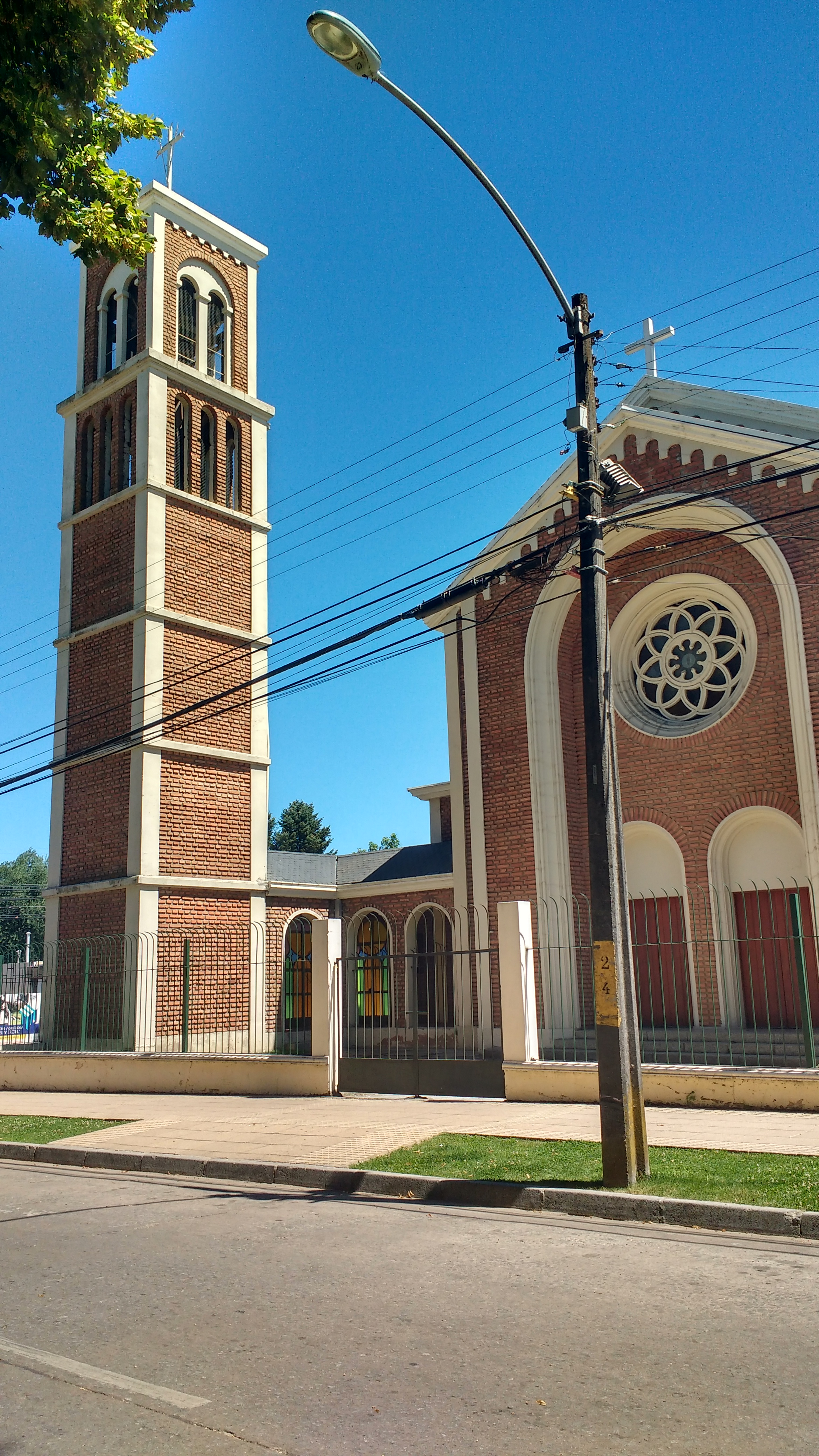
Die Kirche von Angol
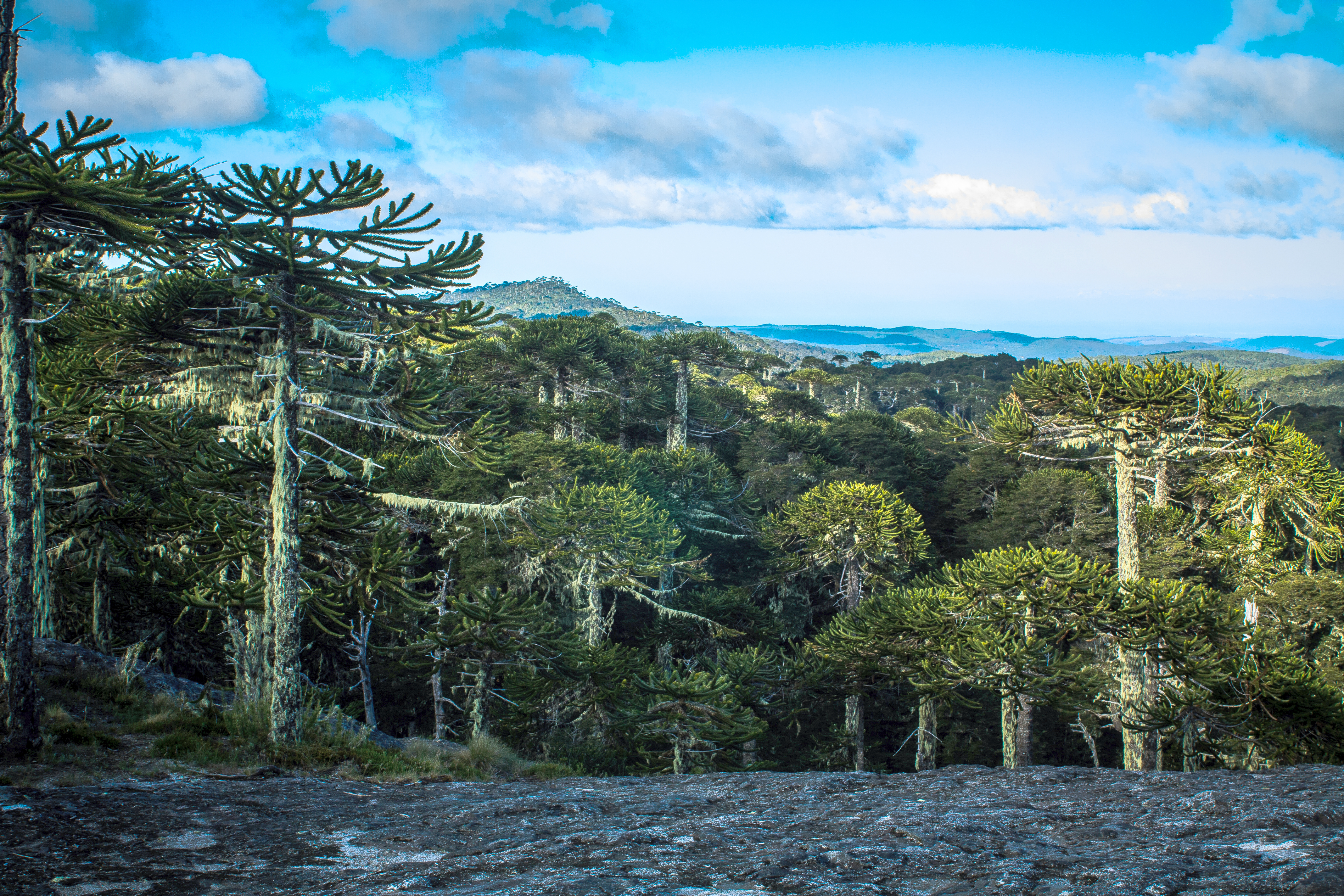
Araukarien im  Nationalpark Nahuelbuta
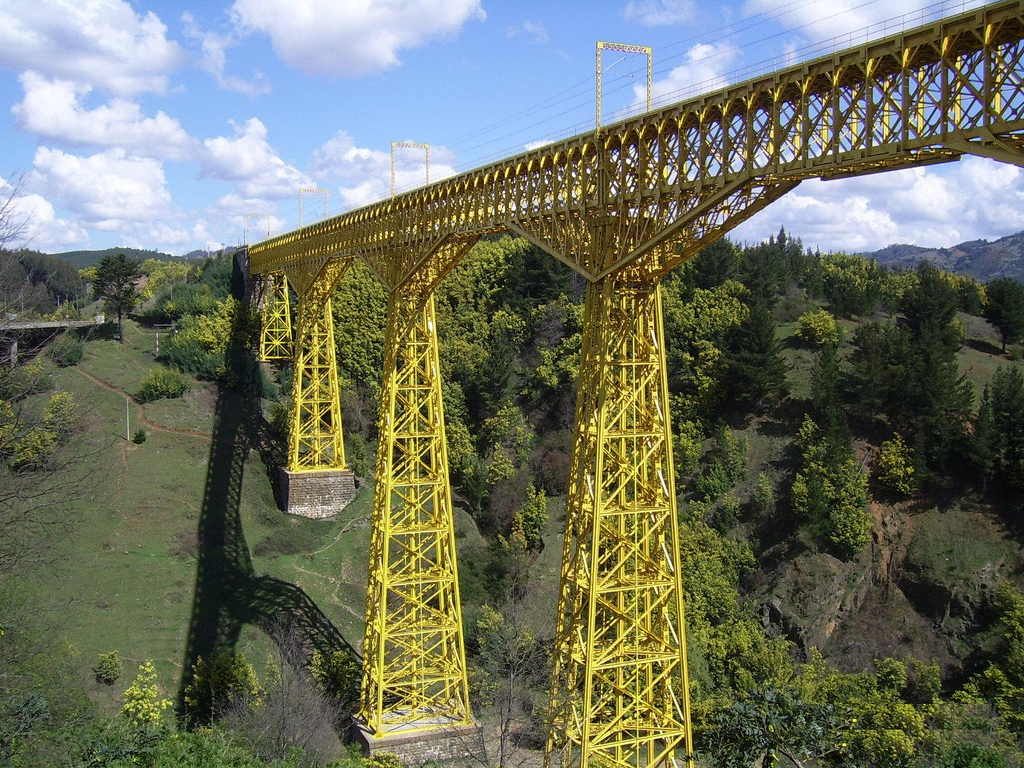
Das Viadukt del Malleco
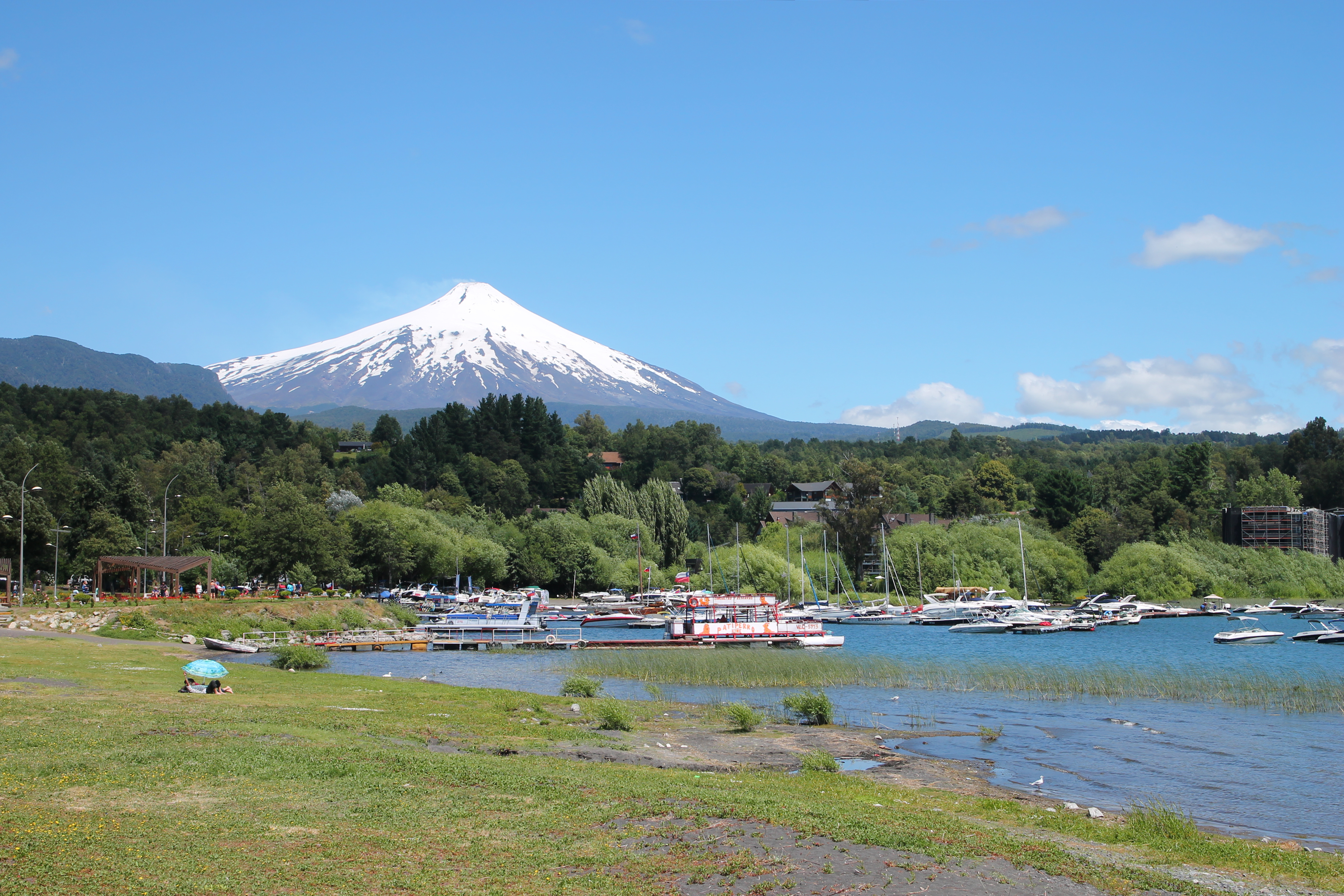
Der Vulkan Villarrica
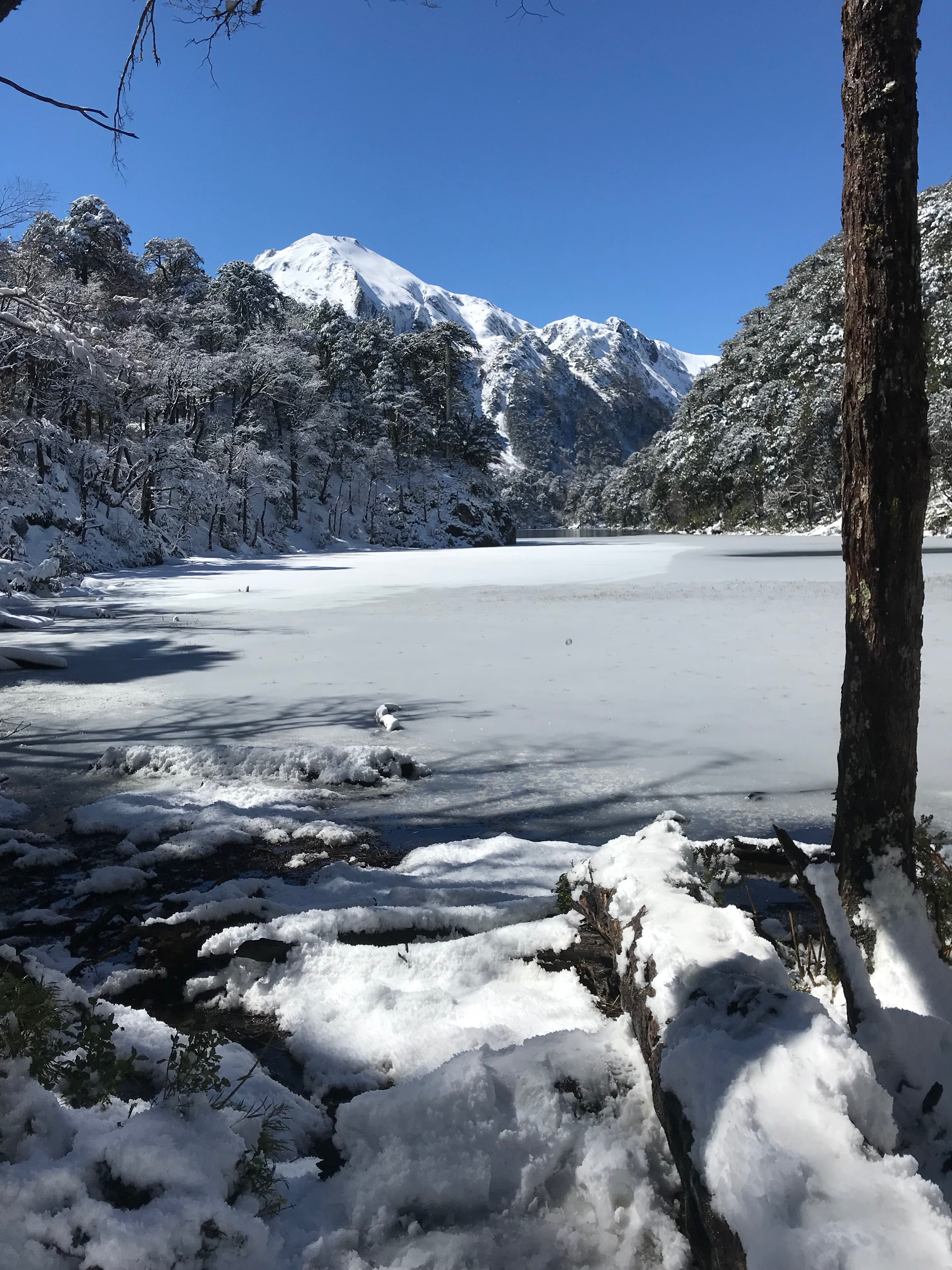
Der Nationalpark Huerquehue im Winter
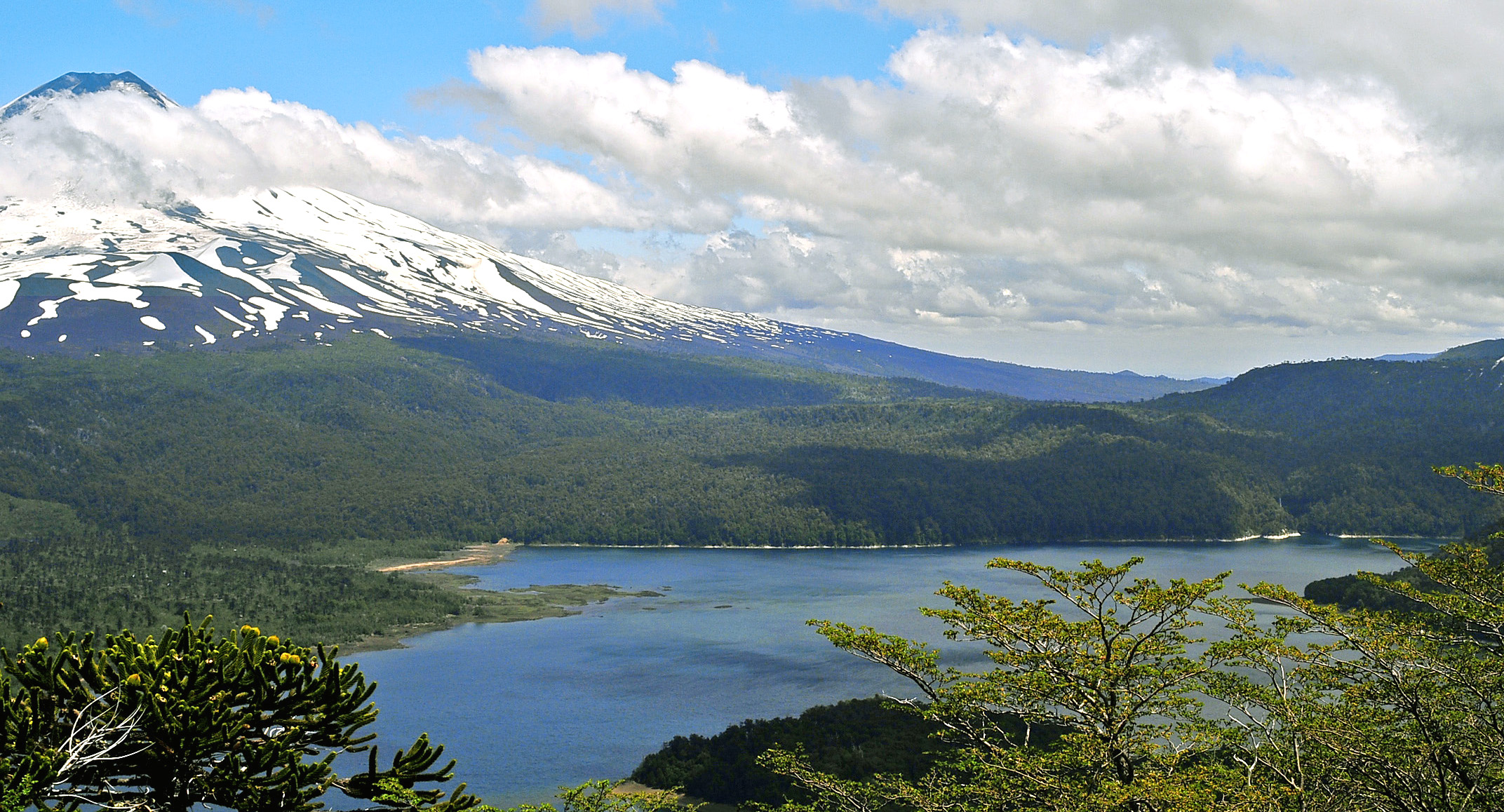
Der Vulkan Llaima im Nationalpark Conguillio